# Agareb
Agareb (arabe : عڨارب) est une ville tunisienne située à une vingtaine de kilomètres à l'ouest de Sfax.
Rattachée administrativement au gouvernorat de Sfax, elle constitue une municipalité de 11 513 habitants en 2014 et le chef-lieu d'une délégation de 35 841 habitants.
Fondée autour de la zaouïa d'un marabout du XIVe siècle nommé Brahim Ben Yaakoub Sidi Agareb, elle est la capitale de la tribu des Aguerba.
La ville comporte 27 écoles primaires, quatre écoles préparatoires et secondaires et deux lycées privés.

## Agriculture et industrie
Agareb est située en limite de la grande oliveraie de Sfax et produit en moyenne 4 100 tonnes d'olives par an. Outre des vergers d'amandiers (production annuelle moyenne de 1 320 tonnes d'amandes), la municipalité produit aussi du fourrage (840 tonnes de fourrages d'hiver et 270 tonnes de fourrages d'été). De larges surfaces sont irriguées par des puits superficiels équipés, quatre puits profonds ou six lacs de retenue collinaires.
Plusieurs établissements d'élevage industriel bovin et de volailles permettent une production moyenne annuelle de 3,480 millions de litres de lait, 423 tonnes de viande blanche et huit millions d'œufs.
Outre les huileries et usines de transformation agroalimentaire nécessaires pour conditionner cette production, Agareb possède une importante zone industrielle de 22 hectares, connue pour abriter la plus grande usine de production de céramique et de grès en Tunisie. D'autres usines produisent des matériaux de construction, de la céramique et du verre. Les industries mécaniques et métalliques, elles aussi importantes, sont représentées par la portion d'engrenage sur la partie droite du blason de la ville. Des industries chimiques (plasturgie) et de caoutchouc sont aussi implantées, ainsi que des industries de textile et d'habillement, des structures de production de chaussures et des industries de transformation du cuir ou de recyclage de cartons,.

## Festival des jeux équestres
Agareb est connue pour son festival annuel des jeux équestres. Le clou du spectacle est une forme de fantasia appelée mchef : l'une des épreuves se réalise en groupe et une autre pour cavalier individuel,. Le petit cavalier représenté sur la partie gauche du blason de la ville sous la branche d'olivier fait référence à ce festival.

## Décharge
La décharge à ciel ouvert d'Agareb, ouverte en 2008 pour une durée initialement limitée à cinq ans, est la deuxième plus grande du pays. Située au lieu-dit El Gonna, en direction de Sfax, cette décharge reçoit 80 % des déchets des 23 municipalités de la région de Sfax. Dès 2013, la société civile se mobilise pour demander sa fermeture, avec un collectif appelé Manich Msab (« Je ne suis pas une décharge »). Une décision de justice en 2019 force sa fermeture, qui se produit brièvement à la suite d'une grève générale de la population en septembre 2020. Cependant, faute de solutions alternatives et face à l'amoncellement des déchets urbains et industriels à Sfax et aux alentours, les autorités rouvrent la décharge après cinquante jours d'arrêt, provoquant des affrontements et la mort d'un habitant d'Agareb.